# 马拉杰坎德
马拉杰坎德（Malaj Khand），是印度中央邦Balaghat县的一个城镇。总人口32326（2001年）。

## 人口
该地2001年总人口32326人，其中男性16144人，女性16182人；0—6岁人口4437人，其中男2223人，女2214人；识字率62.27%，其中男性为70.53%，女性为54.02%。